# 下莱恩莱特
下莱恩莱特（德語：Unterleinleiter）是德国巴伐利亚州的一个市镇。总面积12.48平方公里，总人口1228人，其中男性617人，女性611人（2011年12月31日），人口密度98人/平方公里。